# Deserto de Notícia
Em jornalismo, Deserto de Notícia é um município que não possui veículos de imprensa sediados em sua área geográfica, e que portanto carece de acesso à cobertura jornalística do noticiário local. 

## Origem do termo
O termo ganhou destaque nos Estados Unidos a partir do levantamento America's Growing News Deserts publicado na Columbia Journalismo Review em 2017, o qual mostrou o cenário de fechamentos de jornais no país. Nos EUA, o termo é atribuído à ausência de jornais impressos, sejam diários ou não.
No Brasil, o termo é utilizado para descrever localidades sem a presença de nenhum tipo de veículo de notícia (online, impresso, TV ou rádio), e a principal pesquisa é publicada no Atlas da Notícia, um levantamento que abrange todo o território nacional, cuja metododologia é "baseada, principalmente, na contabilização de veículos de notícia no Brasil, seja através de pesquisa própria como de colaboração de terceiros". 
Em Portugal, o termo também  utilizado para descrever localidades sem a presença de nenhum tipo de veículo de notícia. A principal investigação é da Universidade da Beira Interior. 

## Atlas da Notícia
O Atlas da Notícia é uma iniciativa realizada pela organização não-governamental Instituto Para o Desenvolvimento do Jornalismo (Projor), organização criada em 2002 pelo renomado jornalista Alberto Dines (Rio de Janeiro, 19 de fevereiro de 1932 — São Paulo, 22 de maio de 2018), em parceria com a agência brasileira de jornalismo de dados Volt Data Lab. 
O pesquisa do Atlas da Notícia trata de um mapeamento geográfico da imprensa, e não uma qualificação dos veículos ou acompanhamento trabalhista.
A primeira edição foi lançada em 2017 e constatou que 70 milhões de brasileiros viviam em localidades sem jornais impressos nem sites de notícia. Essa edição não considerou veículos de radiodifusão (TV e rádio).
Após mudanças e aprimoramentos na metodologia da pesquisa, em 2021, o Atlas da Notícia publicou os resultados de sua quarta edição, considerando quatro formatos (online, impresso, TV e rádio) e também fechamentos de veículos.
A partir de 2018 o projeto passou a contar com apoio financeiro do Facebook e com apoio insticional da Associação Brasileira de Jornalismo Investigativo (Abraji) e da Sociedade Brasileira de Estudos Interdisciplinares da Comunicação (Intercom).
Segundo publicação no Observatório da Imprensa, o Atlas da Notícia já foi fonte para mais de 81 citações do Atlas da Notícia em trabalhos acadêmicos e 175 menções na imprensa entre 2017 e janeiro de 2021.

### VEÍCULOS TOTAIS MAPEADOS
Número de iniciativas cadastradas no banco de dados
| VERSÃO ATLAS | VEÍCULOS | % SOBRE ANO ANTERIOR |
| ------------ | -------- | -------------------- |
| v.1.0        | 11.829   | -                    |
| v.2.0        | 12.467   | 5,4%                 |
| v.3.0        | 13.732   | 10,1%                |
| v.4.0        | 15.216   | 10,8%                |

## Desertos de Notícia no Brasil
A edição do ano de 2021 do relatório do Atlas da Notícia constatou que 34 milhões de brasileiros não têm acesso a qualquer informação jornalística sobre o lugar onde vivem. Eles fazem parte da população de 3.280 municípios que são considerados desertos de notícias. Seis em cada dez municípios no Brasil estão nessa situação.
Alguns dos principais pontos do levantamento: 
- Veículos digitais são agora a segunda maior categoria no Brasil, atrás apenas de rádios
- Mídia impressa teve fechamento de pelo menos 200 veículos
- Desertos de notícia encolhem 5,9%, num total de 3.280 municípios
- População em desertos de notícia tem queda de 9,6%, para 33,7 milhões de habitantes

### MUNICÍPIOS COM NOTICIÁRIO
Considera não desertos (+3 veiculos) e quase desertos (1-2 veículos)
| VERSÃO    | N     | % DO TOTAL DE MUNICÍPIOS | DIFERENÇA AO ANO ANTERIOR | FONTE |
| --------- | ----- | ------------------------ | ------------------------- | ----- |
| v2 (2018) | 2.710 | 49%                      |                           | [ 9 ] |
| v3 (2019) | 2.083 | 37,4%                    |                           | [ 9 ] |
| v4 (2021) | 2.290 | 41,1%                    | 207                       | [ 9 ] |
| v5 (2022) | 2.602 | 46,70%                   | 312                       | [ 9 ] |
| v6 (2023) | 2.858 | 51,30%                   | 256                       | [ 9 ] |

### Deserto de notícia por Região brasileira
Percentual de municípios que não possuem veículos transmitindo noticiário local por regiões brasileiras.
| Norte | Nordeste | Centro-Oeste | Sudeste | Sul | Data do acesso | Fonte  |
| ----- | -------- | ------------ | ------- | --- | -------------- | ------ |
| 189   | 1031     | 139          | 852     | 495 | 03/10/2024     | [ 10 ] |

## Desertos de Notícia em Portugal (2021)
O mapeamento do Deserto de Notícias em Portugal foi feito investigador Giovanni Ramos, da Universidade da Beira Interior, nos anos de 2020 e 2021, no âmbito do projeto Re/media.Lab, associado ao LabCom. Em 2022, o estudo passou para o projeto MediaTrust.
Dos 308 concelhos portugueses, 61 estavam no deserto de notícias segundo levantamento. Em 2020, eram 57. A maioria dos concelhos encontram-se distantes do litoral, principalmente nas regiões do Alentejo e Trás-os-Montes.